# 平江起义
平江起义发生在1928年7月22日湖南省平江县，是滕代远、彭德怀领导的一场反对国民党统治的暴动。

## 事件经过
1928年7月17日，中共湘鄂赣边界特委书记滕代远，奉湖南省委指示到达平江，与国民革命军独立第五师（师长周磐）一团（团长彭德怀）党组织取得联系。19日，正在三营巡视的一团团长、秘密共产党员彭德怀，从友人的来信中获悉南华安特委（南县、华容县、安乡县）被破坏，黄公略等人的身份暴露，迅即返回县城。当晚，一团党组织举行紧急会议，决定立即发起暴動。 
21日三团三营营长黄公略率部在嘉义造反，22日抵达县城。22日中午，一团士兵以闹饷名義，向平江縣城進攻，解除了城内軍警2,000多人的武装，奪取步枪1,000余支、子弹100萬發，将縣長刘作柱、清鄉委員黄斡屏等人镇压。23日，贺国中率随营学校从岳阳来平江参與造反。
24日，宣布建立平江县工农兵苏维埃政府，成立红军第五军，彭德怀任军长兼十三师师长，滕代远任军党代表，原一团团部书记官、共产党员邓萍任参谋长。全军共2,500余人。
不久，造反部隊遭到湘鄂贛軍的聯合進攻，撤出平江，轉戰于湘鄂赣边区。11月，根据中共湖南省委的指示，向井冈山转移，12月到达江西宁冈新城，与毛泽东、朱德领导的红四军会师，改编为红四军第十三團（对外仍称红五军）。后来发展为红三军团，成为红一方面军主力。
红五军一部由黄公略率领繼續在湘鄂贛邊界地區艰难生存。

## 相关纪念
2007年，开始平江起义纪念馆的建设。2008年7月22日对公众免费开放。由平江起义旧址和史料陈列馆组成。